# 五関晃一
五関 晃一（ごせき こういち、1985年〈昭和60年〉6月17日 - ）は、日本のアイドル、タレント、歌手、俳優、振付師。男性アイドルグループ・A.B.C-Zのメンバー。
東京都出身。STARTO ENTERTAINMENT所属。

## 来歴
小学5年生のときに『8時だJ』にハマっていた姉が履歴書を送ったが返信がなく、小学6年生のときに卒業前の思い出づくりとして親友に誘われ一緒に応募したところ、五関にだけ返信がきていた。オーディションを経て、1998年6月20日に13歳でジャニーズ事務所へ入所し、ジャニーズJr.として活動を始める。同年、ジャニーズJr.内ユニット・B.B.A.に所属し、2002年6月頃『SHOW劇・SHOCK』を経てA.B.C.に加入。2008年からはA.B.C-Zと名前を変え、約13年7か月のJr.期間を経て2012年2月1日にDVDデビューする。
2019年、手塚治虫原作の舞台『奇子』で単独初主演を務める。

## 人物
ダンス未経験で入所するも、Jr.時代から「ダンス番長」と一目置かれ、昔から厳しい振付師にも怒られない数少ないジャニーズJr.だったというエピソードをもつ。2015年2月にはメンバーにも内緒で渡米し、ニューヨークでダンスレッスンを受けた。2016年4月にもNYへダンス留学に行っている。2010年にジャニー喜多川からの勧めで振付に初挑戦して以降、グループでは振付を担当。グループの公演以外にも、2015年から橋本良亮のソロ公演、先輩である滝沢秀明のディナーショーや滝沢歌舞伎など自分がプレイヤーとして出演しないステージの振付も手掛けている。
ジャニーズ1という程のゲーム好き。2021年4月からはeスポーツ番組『eGG』にもレギュラー出演している。

## 出演
個人での出演のみ記述。ユニットとしての出演はB.B.A.、A.B.C-Z#出演を参照。
※主演作品は太字表記

### テレビドラマ
- 怖い日曜日〜2000〜 第8話「お母さんの自転車」（2000年9月3日、日本テレビ）[17]
- 魔法★男子チェリーズ（2014年6月21日 - 9月27日、テレビ東京）- 主演・出門毅 役[18]
- ぼくらのショウタイム （2019年4月5日、名古屋テレビ）主演・青島 役[19]
- やめるときも、すこやかなるときも（2020年1月21日 - 3月24日、日本テレビ） - 柳葉優太 役[20]
- ワンモア（2021年4月6日 - 5月18日、名古屋テレビ） -主演・水野真二郎 役[21]

### テレビ番組
- 愛LOVEジュニア（ - 1998年9月28日、テレビ東京）[22]
- 愛ラブB.I.G.（1998年10月5日 - 1999年3月29日、テレビ東京）[22]
- あしたのJ（2001年7月1日 - 9月30日、日本テレビ）[23]
- eGG（2021年2月21日〔20日深夜〕 - 、日本テレビ）[16]
  - ポケモンユナイト甲子園がもっと楽しみになる特番（2023年7月10日〔11日深夜〕、日本テレビ）- MC [24]
- ちば朝ライブ モーニングこんぱす（2023年2月10日・17日、2024年6月21日 - 8月9日、千葉テレビ放送）[25][26] - 金曜メインパーソナリティ（同じA.B.C-Zの橋本良亮の舞台出演・療養に伴う代役）

### 舞台
- PLAYZONE
  - PLAYZONE'99 Goodbye&Hello 世紀末 新世紀（1999年7月11日 - 8月4日、青山劇場/8月12日 - 8月15日、大阪フェスティバルホール）[27]
  - PLAYZONE'00 THEME PARK（2000年7月16日 - 8月10日、青山劇場 / 8月14日 - 20日、大阪フェスティバルホール）[17]
  - PLAYZONE'01 EMOTION〜新世紀〜（2001年7月14日 - 8月8日、青山劇場 / 8月13日 - 17日、フェスティバルホール）[23]
- MILLENNIUM SHOCK（2000年11月2日 - 26日、帝国劇場）[17]
- ファウスト〜愛の剣士たち〜（2014年6月27日 - 7月7日、AiiAシアタートーキョー / 7月12日 - 13日、森ノ宮ピロティホール） - 主演・オフィストフェレス 役[28][29]（河合郁人・三田佳子とトリプル主演）
  - ファウスト〜最後の聖戦〜（2015年7月10日 - 20日、東京芸術劇場プレイハウス / 7月25日 - 26日、森ノ宮ピロティホール） - 主演・オフィストフェレス 役[30]（河合郁人・三田佳子とトリプル主演）
- シェイクスピア物語 〜真実の恋〜（2016年12月23日 - 25日・2017年1月7日 - 9日、KAAT神奈川芸術劇場 / 1月21・22日、梅田芸術劇場メインホール / 1月28日、中日劇場） - ネッド（英語版） 役[31][32]
- 『25HEART♡』〜少女は伝説になった〜（2017年5月14日、恵比寿ザ・ガーデンホール / 7月9日、サンケイホールブリーゼ）[33]
- 座・ALISA Reading Concert「12月25日、雪」〜天国と地獄〜（2017年12月11日 - 13日、天王洲 銀河劇場 / 12月20日・21日、サンケイホールブリーゼ） ※振り付けも担当[34]
- 奇子（2019年7月14日・15日〔プレビュー公演〕、水戸芸術館ACM劇場 / 7月19日 - 28日、紀伊国屋ホール / 8月3日・4日、サンケイホールブリーゼ） - 主演・天外仁朗 役[10]
- 行先不明（2022年3月4日・5日、御園座 / 3月12日 - 21日、サンシャイン劇場） - 三國海斗 役[35][36]
- リーディング・コンサート『ベートーヴェン／届かなかった手紙』（2023年3月16日 - 19日、紀伊國屋ホール）- 主演・フェルディナント・リース 役[37]
- 夜曲〜ノクターン〜（2023年6月6日 - 22日、大阪松竹座）- 主演・田山ツトム 役（戸塚祥太とW主演[注 1]）[40]
- Classic Movie Reading Vol.2『風と共に去りぬ』（2024年2月2日 - 4日、I'M A SHOW） - レット・バトラー 役[41]
- もしも彼女が関ヶ原を戦ったら（2025年2月16日 - 24日、IMM THEATER） - 主演・星聖児 役[42][43]
- CoRich舞台芸術！プロデュース「いきなり本読み！the Musical」（2025年7月14日 〈予定〉、三越劇場）[44]
- 舞台「振り子」（2025年9月6日 - 14日〈予定〉、IMAホール）- 主演・永井等時 役[45]

### コンサート
- Johnny's Summer Concert（1998年7月29日 - 8月31日、横浜アリーナ・大阪城ホール）[22]
- Johnny's Winter Concert（1998年12月27日 - 1999年1月6日、横浜アリーナ・大阪城ホール）[22]
- ジャニーズJr.特急〈10.9〉投球〈10.9〉コンサート 10月9日東京ドームに大集合!!（1999年10月9日、東京ドーム）[46]
- ジャニーズJr. Spring Concert 2000（2000年4月3日 - 5月7日、横浜アリーナ・大阪城ホール・名古屋レインボーホール）[17]
- ジャニーズJr. 〈東・阪・名〉3大ドームコンサート（2000年9月3日 - 10月15日、東京ドーム・大阪ドーム・ナゴヤドーム）[17]

### イベント
- 第80回全国高等野球選手権記念大会 プレイベント（1998年8月6日、阪神甲子園球場）[22]

### Web配信
- はしごのみ（2025年7月15日 - 配信、ニコニコチャンネルプラス）[47]

## 作品
JASRAC公式サイトの「作品データベース検索サービス」において、「五関晃一」を含む楽曲の検索結果をもとに記述。 
| 曲名            | 作詞                                   | 作曲                                                                 | JASRAC 作品コード | 名義                      | 収録                                                                                 |
| --------------- | -------------------------------------- | -------------------------------------------------------------------- | ----------------- | ------------------------- | ------------------------------------------------------------------------------------ |
| We're Fighters  | Komei Kobayashi                        | Steven Lee セバスチャン・トット Didrik Thott Andreas Stone Johansson | 7C3-2765-4        | 五関晃一 A.B.C-Z          | アルバム『A.B.Sea Market』 - 五関ソロ                                                |
| To Night's Love | 川崎里実                               | 川崎里実                                                             | 715-3846-1        | A.B.C-Z 五関晃一          | アルバム『ABC STAR LINE』 - 五関ソロ                                                 |
| Mr. Dream       | ヒロイズム                             | ヒロイズム                                                           | 717-7629-0        | A.B.C-Z 五関晃一          | アルバム『5 Performer-Z』 - 五関ソロ                                                 |
| Get up!         | Komei Kobayashi MiNE Christofer Erixon | ジョセフ・メリン                                                     | 1L8-8342-9        | A.B.C-Z 橋本良亮 五関晃一 | アルバム『VS 5』〈通常盤〉 - 橋本vs五関                                              |
| story of us     | DAIGO                                  | DAIGO                                                                | 269-7036-8        | A.B.C-Z 五関晃一          | アルバム『BEST OF A.B.C-Z』〈初回限定盤B〉 - 五関ソロ                                |
| リマレンス      | 越中睦士                               | 丸下史洋・maya                                                       | 306-4285-0        | A.B.C-Z                   | アルバム『F.O.R-変わりゆく時代の中で、輝く君と踊りたい。』〈初回限定盤B〉 - 五関ソロ |

## 振付
楽曲
- Za ABC〜5stars〜（塚田僚一との共作で五関はダンス部分を担当）
- ずっとLOVE
- Shower Gate
- Moonlight walker
- 花言葉
- Take a "5" Train
- Black Suger（間奏のセクシーアクロバット部分）
- 火花アディクション
- Graceful Runner
- #IMA
- Irresistible Love

公演
- A.B.C-Z
  - A.B.C-Z 2011 first Concert in YOYOGI（2011年） - 「Let's Go!!〜未来へ架かる橋〜」（塚田僚一との共作）
  - ジャニーズ銀座　Youの前にはMeがいる！　ABC座東京凱旋公演（2012年）
  - A.B.C-Z 2013 Twinkle×2 Star Tour（2013年） - 「One by One」
  - A.B.C-Z Early summer concert（2015年） - 「Summer上々!!」「In The Name Of Love〜誓い」「メクルメク」
  - Sexy Zone A.B.C-Z Summer Paradise in TDC「A.B.C-Z はじめよう A to Zを!!」（2015年） - 「DANCE!」
  - ABC座 2015（2015年）- ショータイムの振付に参加
  - A.B.C-Z Star Line Travel Concert（2016年） - 「To Night's Love」
  - A.B.C-Z 5Stars 5Years Tour（2017年）-「Fire in Love」
  - A.B.C-Z 2018 Love Battle Tour（2018年）-「Get up!」「Burn ハート」「ペルソナ・ゲーム」
  - A.B.C-Z Concert Tour 2019 Going with Zephyr（2019年） - 「FORTUNE」（塚田僚一との共作）「Sweet Addiction」
  - Johnny's World Happy LIVE with YOU（2020年）- 「BAD GAME」
  - ABC座2020 オレたち応援屋!! On Stage（2020年） - 「チカラノアリカ」
  - A.B.C-Z 1st Christmas Concert 2020 CONTINUE?（2020年） - 「VR Lover」「Mr.DAZZLING」「I Do」
  - A.B.C-Z 2021 But FanKey Tour（2021年） - 「Finally Over」（新振付）

- Sexy Zone Sexy Power Tour（2015年）- 「Crazy Accel」
- 橋本良亮
  - Sexy Zone A.B.C-Z Summer Paradise in TDC「A.B.C-Z Ha"ss"hy★Concert」（2015年）
  - Johnnys' Summer Paradise 2016「ハシツアーズ 〜もうかわいいなんて言わせない〜」（2016年）
  - Johnnys' Summer Paradise 2017「橋本ソロ充観とく？〜りょうちゃんとぱ☆り☆ぴ☆〜」（2017年）

- 滝沢秀明
  - Tackey〜with you and me〜X'mas show 2016（2016年）
  - Tackey X'mas Show 2017 〜 with you and me 〜（2017年）
  - Tackey X'mas Show 2018 〜with you and me〜（2018年）
  - THANK YOU SHOW 〜epiloque〜（2018年）

- 滝沢歌舞伎
  - 滝沢歌舞伎 2017（2017年） - 「Boogie Woogie Baby」
  - 滝沢歌舞伎 2018（2018年）-「Thousand Suns」「いにしえ〜Night&Day〜」「変面」「記憶のカケラ」
  - 滝沢歌舞伎ZERO（2019年） - 「Make It Hot」「ひらりと桜」「モノクロ」（前半部分）
  - 滝沢歌舞伎ZERO 2021（2021年）
  - 滝沢歌舞伎ZERO 2022（2022年） - 「ITSUKA」

- 座・ALISA Reading Concert「12月25日、雪」〜天国と地獄〜（2017年）
- JOHNNYS' World Next Stage（2023年） - 「Real Face」
- 戦国妖狐 THE STAGE 世直し姉弟編（2024年）

映画
- 滝沢歌舞伎 ZERO 2020 The Movie（2020年） - 「ひらりと桜」「Make It Hot」「Maybe」（前奏、間奏、後奏のみ）「変面」「My friend」「WITH LOVE」
- オレたち応援屋!!（2020年） - 「雷神の舞」「雷神の舞」ハンドダンスVer.